# Ландтаг Бранденбурга
Ландта́г Бранденбурга (нем. Landtag Brandenburg; н.-луж. Krajny sejm Bramborska) — парламент земли Бранденбург. Состоит из 88 депутатов и заседает в Городском дворце в столице Бранденбурга Потсдаме. Депутаты ландтага Бранденбурга избираются сроком на пять лет. Ландтаг Бранденбурга отвечает за законодательную деятельность в Бранденбурге, парламентский контроль правительства земли, утверждает бюджет Бранденбурга, проводит выборы президиума, судей земельного конституционного суда, членов земельной счётной палаты и премьер-министра Бранденбурга.
В ландтаге Бранденбурга 6-го созыва, избранном 14 сентября 2014 года, представлены шесть партий. Самые крупные фракции составляют Социал-демократическая партия Германии (30 мандатов), Христианско-демократический союз Германии (21 мандат), Левая партия (17 мандатов). Впервые в бранденбургском парламенте 11 депутатами представлена партия «Альтернатива для Германии». Самую маленькую фракцию в шесть депутатов образует блок «Союз 90/Зелёные». Групповой статус имеют три депутата, представляющие Бранденбургские объединённые гражданские движения.
Первый бранденбургский ландтаг был созван в 1946 году в советской зоне оккупации Германии. Ландтаг 2-го созыва в Бранденбурге проработал только два года и был распущен в 1952 году. В своей современной форме ландтаг в Бранденбурге был восстановлен после объединения Германии и образования новой земли Бранденбург. С первых выборов в 1990 году СДПГ удерживает в ландтаге Бранденбурга наиболее сильные позиции. Социал-демократы всегда участвовали в формировании правительства Бранденбурга и предлагала кандидатуры на должность премьер-министра Бранденбурга. С 28 августа 2013 года должность премьер-министра Бранденбурга занимает социал-демократ Дитмар Войдке.